# 3C 305
3C 305 là một thiên hà radio Seyfert 2 nằm trong chòm sao Thiên Long.